# Canot de secours

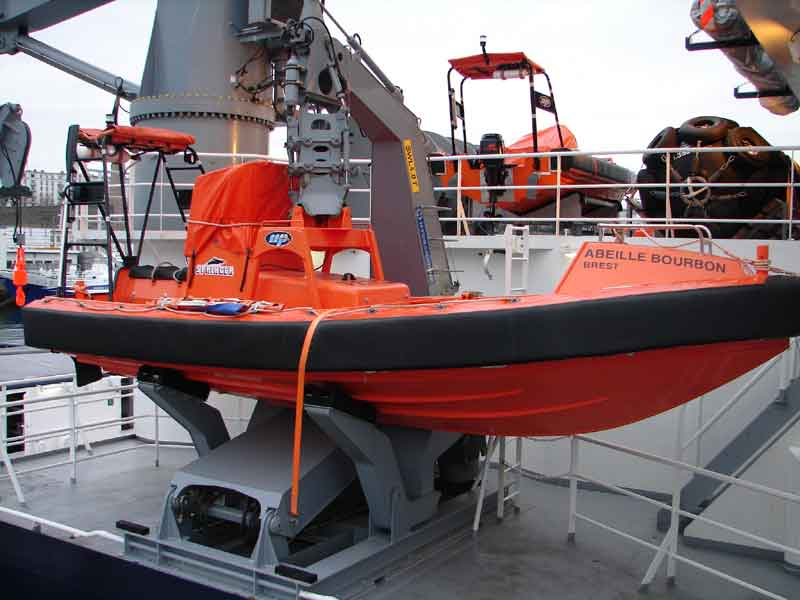
Canot de secours de l'Abeille Bourbon

Un canot de secours est une embarcation généralement gonflable, mais existant également en type rigide, munie d'un moteur hors-bord et, utilisée sur les navires pour récupérer un homme à la mer ou des naufragés en général. Il est également utilisé dans le cadre de l'abandon du navire pour regrouper les différents radeaux et/ou embarcations de sauvetage. Les hommes qui l'utilisent portent une combinaison de survie ou une combinaison de protection aux intempéries.
Définition règlementaire :
- Règle 2 alinéa 7. Un « canot de secours » est une embarcation conçue pour sauver des personnes en détresse et pour rassembler des embarcations et radeaux de sauvetage.

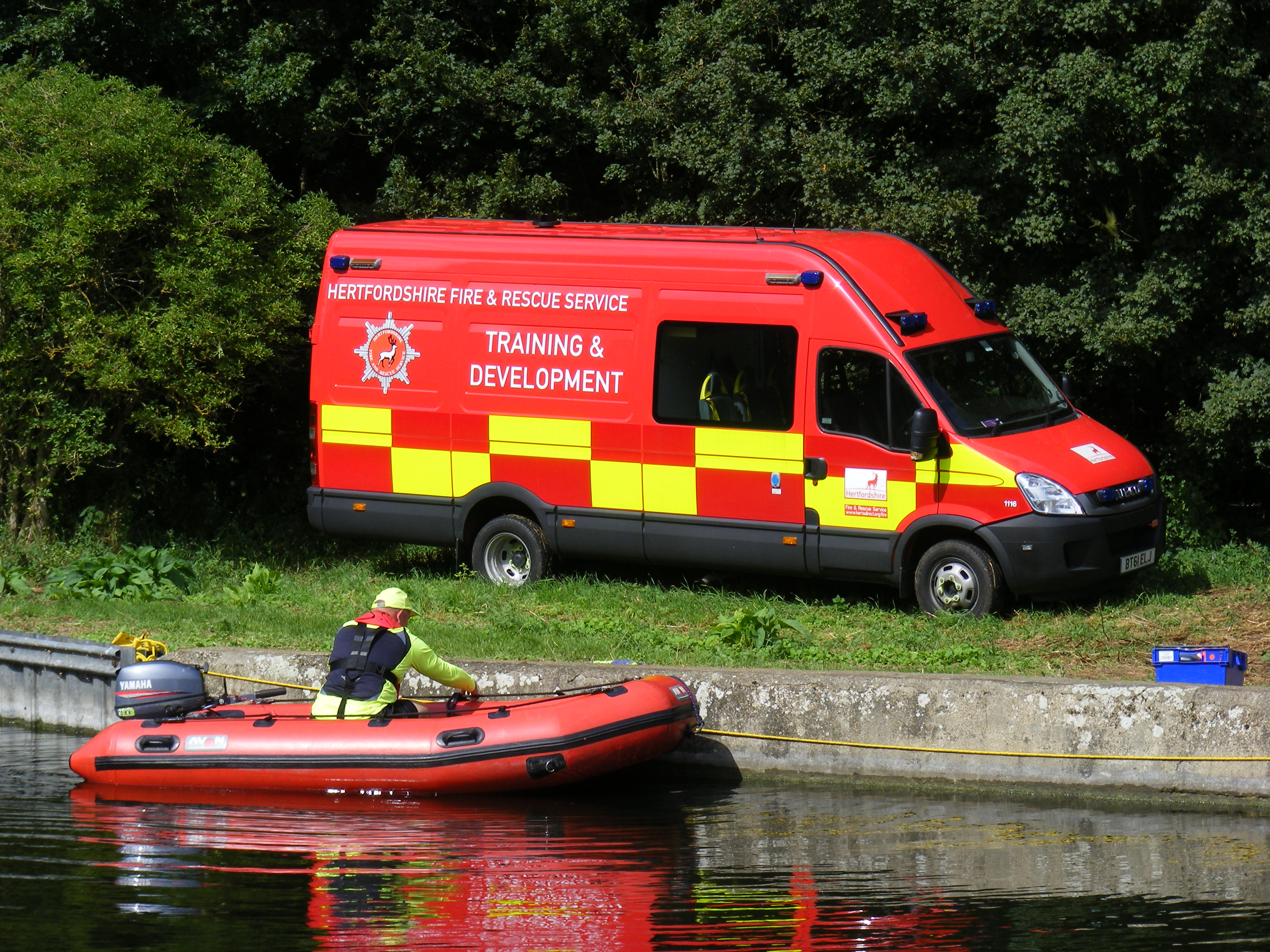